# فوجيمي (ناغانو)
فوجيمي (باليابانية: 富士見町) هي مدينة تقع في محافظة ناغانو، اليابان. في عام 2019 بلغ عدد سكان المدينة 14,485 نسمة في 5958 أسرة، وتبلغ الكثافة السكانية 102 شخصًا لكل كيلومتر مربع. تبلغ المساحة الإجمالية للمدينة 144.76 كيلومتر مربع.

## الموقع
تقع فوجيمي في منطقة جبلية ضمن منطقة سوا في شرق وسط ناغانو، وتضم جبال أكايشي بما في ذلك جبل نيوكاسا (1955 مترًا) ضمن حدودها جزئيًا. يبلغ متوسط ارتفاع المدينة 977 مترًا.

## المناخ
تتمتع المدينة بمناخ يتميز بصيف حار ورطب وشتاء معتدل نسبيا (تصنيف كوبن للمناخ Cfa). يبلغ متوسط درجة الحرارة السنوية في فوجيمي 9.6 درجة مئوية. يبلغ متوسط هطول الأمطار السنوي 1411 ملم، ويعتبر شهر سبتمبر هو الشهر الأكثر رطوبة. تكون درجات الحرارة أعلى في المتوسط في آب/أغسطس، عند حوالي 22.3 درجة مئوية، والأدنى في كانون الثاني/يناير، عند حوالي -2.7 درجة مئوية.

## تاريخياً
كانت منطقة فوجيمي الحالية جزءًا من مقاطعة شينانو القديمة. تأسست قرية فوجيمي في الأول من نيسان/أبريل عام 1889 مع إنشاء نظام البلديات الحديث. في 1 نيسان/أبريل 1995، اندمجت فوجيمي مع قرى ساكاي وهونجو وأوتشياي لتشكل مدينة فوجيمي.

## التعليم
يوجد في فوجيمي ثلاث مدارس ابتدائية عامة ومدرسة إعدادية عامة واحدة تديرها حكومة المدينة، ومدرسة ثانوية عامة واحدة يديرها مجلس التعليم بمحافظة ناغانو. يوجد في المدينة أيضًا مدرسة عامة واحدة للتعليم الخاص تديرها حكومة المحافظة.

## توأمة
- نيوزيلندا – ريتشموند.[3]

## مواقع الجذب السياحي
أطلال إيدوجيري، وهو موقع أثري من فترة جومون وموقع تاريخي وطني يضم متحفًا في الموقع.